# Hägerstens distrikt
Hägerstens distrikt är ett distrikt i Stockholms kommun och Stockholms län. Distriktet, som befolkningsmässigt är Sveriges största, ligger i västra Söderort i Stockholms kommun och omfattar större delen av Hägersten-Liljeholmens stadsdelsområde (stadsdelarna Fruängen och Västertorp tillhör Brännkyrka distrikt). 

## Tidigare administrativ tillhörighet
Distriktet inrättades 2016 och utgörs av en del av området som till 1971 utgjorde Stockholms stad i en del av det område som före 1913 utgjorde Brännkyrka socken.
Området motsvarar den omfattning Hägerstens församling hade 1999/2000.